# Murad Giray
Murad Giray (1627—1696) fou kan de Crimea (1678-1683). Era fill de Mubarek Giray i net de Selâmet I Giray. Fou el darrer kan que va enviar una ambaixada anual a la cort de Viena (la darrera ambaixada hi va anar el 1680).
Els otomans seguien la seva campanya a Ucraïna i els tàtars mentre assolaven el país entre Roslav i Pereyeslav; els otomans i cosacs manats per Yuri o Jordi Khmelnytsky, van assetjar Chigrin, van derrotar els defensors en una batalla sagnant i van obrir diverses mines sota les muralles; els defensors es van poder retirar cap al riu Don i la fortalesa va quedar en mans dels otomans (21 d'agost de 1678). Després van saquejar Kaniev i les poblacions de la rodalia. Jordi Khmelnytsky fou proclamat príncep de la Petita Rússia i hetman dels zaporoges i el 1679 un altre protegit turc, Hanenko, fou proclamat hetman d'Ucraïna. El territori fou escenari dels atacs i contraatacs russos i otomans i els habitants van fugir als boscos.
Murad Giray va atacar el 1680 els establiments russos al llarg de 150 km del riu Merla, i els turcs van refundar les poblacions de Kizikerman i Taman, i les fortificacions de Chertkov.
El 1683 va prendre part a la gran campanya turca contra Àustria que va assetjar Viena i en què Joan III Sobieski amb un exèrcit de polonesos i cosacs va intervenir de manera decisiva; durant el setge el kan es van enfrontar al gran visir Merzifonlu Kara Mustafa Pasha que probablement necessitava algú a qui culpar per la seva manca d'èxit; a causa d'això, i després d'un regnat de cinc anys i sis mesos, l'octubre de 1683, el kan fou deposat i nomenat al seu lloc Hacı II Giray. Murad es va establir a Sirajeli, prop de Yamboli on va morir el 1695.